# Estemmenosuchus
Estemmenosuchus és un gènere de gran teràpsid omnívor que va viure al Permià mitjà en el que actualment és Rússia.